# Marga Agung
Marga Agung is een bestuurslaag in het regentschap Lampung Selatan van de provincie Lampung, Indonesië. Marga Agung telt 3.879 inwoners (volkstelling 2010).